# Axelay
 (décembre 2018).
Si vous disposez d'ouvrages ou d'articles de référence ou si vous connaissez des sites web de qualité traitant du thème abordé ici, merci de compléter l'article en donnant les références utiles à sa vérifiabilité et en les liant à la section « Notes et références ».
Axelay (アクスレイ) est un jeu vidéo de type shoot them up développé et édité par Konami en 1992 sur Super Nintendo.
Il utilise, un niveau sur deux, un rendu classique type plateforme (vue de côté, deux dimensions avec défilement différentiel pour le décor) et un rendu original qui fait défiler le décor sous le vaisseau, de manière courbe, comme s'il avançait droit devant au-dessus d'une sphère que serait la planète : une sorte de fausse 3D.

## Système de jeu

### Les armes
La grande particularité d'Axelay est son système d'armement. Ici, pas de power-up mais de nouvelles armes disponibles à chaque fin de niveau. Celles-ci sont particulièrement variées et originales (pour chaque niveau, il faut en choisir 3 différentes). Lors du premier niveau, seules trois armes peuvent être équipées, une supplémentaire se débloquant ensuite au début de chaque niveau.

- Boules de feu : tir puissant unidirectionnel.
- Missiles papillon : tir omnidirectionnel variant en fonction de la pression sur le bouton de tir, décrivant des vagues autour du vaisseau.
- Roquettes à fragmentation : tir puissant faisant une traînée de feu à l'impact.
- Tir laser « aiguilles » : une multitude de tirs laser sortant de toutes parts du vaisseau se dirigeant vers les ennemis.
- Roquettes perforantes : tir très puissant dérivant.
- Boules de feu tournoyantes : variant selon la pression sur le bouton de tir, des boules tournent autour du vaisseau en prenant de la vitesse.
- Tir laser de quadrillage : 4 grands rayons laser sortent du vaisseau et couvrent la totalité de l'écran.
- Bombes : simples bombes tombant sous l'effet de la gravité.

À chaque fois que le vaisseau est touché par un tir ennemi, l'arme utilisée à ce moment devient inutilisable pour le reste du niveau. Si les trois types d'armement sont détruits, seul un tir par défaut peu puissant reste utilisable. Dans ce cas, le moindre impact ennemi fait exploser le vaisseau, et le joueur perd donc une vie.

### Les niveaux
Les six niveaux du jeu alternent défilements verticaux et horizontaux suivant cet ordre :
- Niveau 1 (vertical) : La Terre. Le vaisseau vole au-dessus de la mer et des nuages et de gros rochers sont en lévitation. Les vaisseaux ennemis arrivent par vagues et profitent des rochers pour se projeter sur le vaisseau.
- Niveau 2 (horizontal) : Station spatiale. Le vaisseau y rentre et affronte de nombreuses tourelles et avions ennemis et doit éviter les plates-formes en mouvement.
- Niveau 3 (vertical) : Metropolis. Le vaisseau survole une mégapole, les ennemis construisent des réseaux tubulaires au-dessus d'elle. Il faut détruire certaines tourelles pour se frayer un chemin.
- Niveau 4 (horizontal) : Caverne. Une immense caverne remplies de créatures organiques extraordinaires (méduses géantes, serpents, poissons, etc.)
- Niveau 5 (vertical) : Monde en fusion. Le vaisseau survole un océan de lave. Des vers géants (similaires à ceux du film Dune, les Shai-Hulud) surgissent du fond de l'écran pour s'abattre sur le vaisseau.
- Niveau 6 (horizontal) : Flotte alien. Le vaisseau doit affronter les grands destroyers ennemis avant de pénétrer dans la base ennemie.

### Les Boss
Les Boss sont particulièrement impressionnants et occupent la plupart du temps la quasi-totalité de l'écran de jeu.
- Niveau 1 : Robot Arachnide à 6 pattes : Une gigantesque araignée métallique tirant une « toile laser » ralentissant le vaisseau pour mieux le détruire avec ses boules d'énergie. De petites araignées sortent elles aussi à intervalles réguliers.
- Niveau 2 : Walker (référence à l'écho-dépisteur ED-209) Un robot bipède géant muni d'une mitrailleuse Gatling, d'un dôme violet blindé et de nombreux tirs laser. Les roquettes sont les seules armes capables de transpercer sa coque.
- Niveau 3 : Soucoupe volante. Une soucoupe volante apparait dans un effet de distorsion. Elle est munie de nombreux canons répartis à sa périphérie.
- Niveau 4 : Organisme aquatique blindé. Cet organisme est muni d'un point stimulant balayant l'écran d'un « laser-flagelle » changeant aléatoirement l'arme sélectionnée. Il est également muni de 2 orifices propulsant des poissons kamikazes.
- Niveau 5 : « Moïse ». Un monstre de feu scinde l'océan de lave et tente d'écraser le vaisseau de ses mains tout en crachant des boules de feu.
- Niveau 6 : Boss final :
  - Phase 1 : De gros rochers tournent et disparaissent au milieu de l'écran, alors que le Boss est intégré au mur de la base, sur le côté.
  - Phase 2 : Le Boss se montre davantage et envoie divers projectiles.
  - Phase 3 : Deux petits capteurs sortent du Boss et tournoient autour du vaisseau pour l'analyser. Peu après, celui-ci se retrouve cloné, et une multitude de copies se mettent à attaquer.
  - Phase 4 : Le Boss se détache du mur et la base commence à exploser. Il faut le détruire alors que l'explosion générale progresse sur l'écran.